# Tachigali colombiana
Tachigali colombiana är en ärtväxtart som beskrevs av John Duncan Dwyer. Tachigali colombiana ingår i släktet Tachigali och familjen ärtväxter. Inga underarter finns listade i Catalogue of Life.